# Petra Granlund
Petra Madelein Granlund (Stenungsund (Västra Götalands), 15 oktober 1987) is een Zweedse voormalige zwemster. Ze vertegenwoordigde haar vaderland op de Olympische Zomerspelen 2008 in Peking.

## Carrière
Bij haar internationale debuut, op de wereldkampioenschappen kortebaanzwemmen 2004 in Indianapolis, strandde Granlund in de series van de 200 meter vlinderslag. Samen met Ida Mattson, Johanna Sjöberg en Josefin Lillhage sleepte ze de bronzen medaille in de wacht op de 4x200 meter vrije slag. In de Oostenrijkse hoofdstad Wenen nam de Zweedse deel aan de Europese kampioenschappen kortebaanzwemmen 2004, op dit toernooi werd ze uitgeschakeld in de halve finales van de 100 meter vlinderslag en in de series van de 200 meter vrije slag en de 200 meter vlinderslag. 
Tijdens de wereldkampioenschappen zwemmen 2005 in Montreal strandde Granlund in de halve finales van de 200 meter vlinderslag. Op de Europese kampioenschappen kortebaanzwemmen 2005 in Triëst werd de Zweedse uitgeschakeld in de series van de 200 meter vrije slag en de 100 en de 200 meter vlinderslag. 
In Shanghai nam Granlund deel aan de wereldkampioenschappen kortebaanzwemmen 2006, op dit toernooi strandde ze in de series van de 400 meter vrije slag en de 200 meter vlinderslag. Tijdens de Europese kampioenschappen zwemmen 2006 in Boedapest werd Granlund uitgeschakeld in de halve finales van de 200 meter vlinderslag, op de 4x200 meter vrije slag eindigde ze samen met Ida Mattson, Josefin Lillhage en Malin Svahnström als zesde. Op de Europese kampioenschappen kortebaanzwemmen 2006 in Helsinki strandde de Zweedse in de halve finales van de 100 meter vlinderslag en in de series van de 200 meter vrije slag en de 200 meter vlinderslag.
Tijdens de Wereldkampioenschappen zwemmen 2007 in Melbourne werd Granlund uitgeschakeld in de series van de 100 en de 200 meter vlinderslag. Samen met Ida Marko-Varga, Josefin Lillhage en Gabriella Fagundez eindigde ze als zevende op de 4x200 meter vrije slag. In Debrecen nam de Zweedse deel aan de Europese kampioenschappen kortebaanzwemmen 2007, op dit toernooi strandde ze in de series van de 200 meter vrije slag. 
Op de Europese kampioenschappen zwemmen 2008 in Eindhoven eindigde Granlund als vijfde op de 200 meter vlinderslag en werd ze uitgeschakeld in de series van de 200 meter vrije slag en de 100 meter vlinderslag. Op de 4x200 meter vrije slag eindigde ze samen met Ida Marko-Varga, Gabriella Fagundez en Josefin Lillhage als vijfde. In Manchester nam de Zweedse deel aan de wereldkampioenschappen kortebaanzwemmen 2008, op dit toernooi eindigde ze als zesde op de 200 meter vlinderslag en strandde ze in de series van de 100 meter vlinderslag. Op de 4x100 meter vrije slag eindigde ze samen met Ida Marko-Varga, Josefin Lillhage en Claire Hedenskog op de vierde plaats. Tijdens de Olympische Zomerspelen van 2008 in Peking werd Granlund uitgeschakeld in de halve finales van de 200 meter vlinderslag, samen met Josefin Lillhage, Gabriella Fagundez en Ida Marko-Varga eindigde ze als achtste op de 4x200 meter vlinderslag. Op de Europese kampioenschappen kortebaanzwemmen 2008 in Rijeka veroverde de Zweedse de Europese titel op de 200 meter vlinderslag en eindigde ze als vierde op de 200 meter vrije slag, op de 100 meter vlinderslag strandde ze in de halve finales. Samen met Claire Hedenskog, Sarah Sjöström en Lovisa Ericsson sleepte ze de zilveren medaille in de wacht op de 4x50 meter vrije slag.

### 2009-heden
In Rome nam Granlund deel aan de wereldkampioenschappen zwemmen 2009, op dit toernooi werd ze uitgeschakeld in de series van de 200 meter vlinderslag. Op de 4x200 meter vrije slag werd ze samen met Gabriella Fagundez, Sarah Sjöström en Martina Granström uitgeschakeld in de series. Tijdens de Europese kampioenschappen kortebaanzwemmen 2009 in Istanboel legde de Zweedse beslag op de zilveren medaille op de 200 meter vlinderslag, op de 100 meter vlinderslag kwalificeerde ze zich voor de halve finales maar liet ze daarvoor verstek gaan.
Op de Europese kampioenschappen zwemmen 2010 in Boedapest strandde Granlund in de series van zowel de 100 als de 200 meter vlinderslag, samen met Gabriella Fagundez, Sarah Sjöström en Josefin Lillhage eindigde ze als zesde op de 4x200 meter vrije slag. Op de 4x100 meter vrije slag zwom ze samen met Gabriella Fagundez, Nathalie Lindborg en Josefin Lillhage, in de finale sleepten Fagundez en Lillhage samen met Therese Alshammar en Sarah Sjöström de bronzen medaille in de wacht. Voor haar aandeel in de series ontving Granlund eveneens de bronzen medaille. In Dubai nam de Zweedse deel aan de wereldkampioenschappen kortebaanzwemmen 2010. Op dit toernooi veroverde ze de bronzen medaille op de 200 meter vlinderslag, op de 200 meter vrije slag werd ze uitgeschakeld in de series. Samen met Therese Alshammar, Sarah Sjöström en Ida Marko-Varga eindigde ze als vijfde op de 4x100 meter vrije slag, op de 4x200 meter vrije slag eindigde ze samen met Gabriella Fagundez, Sarah Sjöström en Ida Marko-Varga op de vijfde plaats. Samen met Joline Höstman, Therese Alshammar en Sarah Sjöström eindigde ze als vijfde op de 4x100 meter wisselslag.
Tijdens de wereldkampioenschappen zwemmen 2011 in Shanghai strandde Granlund samen met Ida Marko-Varga, Gabriella Fagundez en Michelle Coleman in de series van de 4x100 meter vrije slag. Op de Europese kampioenschappen kortebaanzwemmen 2011 in Szczecin eindigde de Zweedse als tiende op de 200 meter vlinderslag, daarnaast werd ze uitgeschakeld in de halve finales van de 100 meter vlinderslag en in de series van de 200 meter vrije slag. Op de 4x50 meter vrije slag eindigde ze samen met Michelle Coleman, Ida Sandin en Magdalena Kuras op de vijfde plaats, samen met Michelle Coleman, Joline Höstman en Magdalena Kuras eindigde ze als zesde op de 4x50 meter wisselslag.

## Internationale toernooien
| Jaar | Olympische Spelen                         | WK langebaan                                                   | WK kortebaan | EK langebaan | EK kortebaan                                                                                          |
| ---- | ----------------------------------------- | -------------------------------------------------------------- | --- | --- | --- |
| 2004 | geen deelname                             |                                                                | 11e 200m vlinderslag · 4x100m vrije slag · Granlund zwom enkel de series · 4x200m vrije slag                                                         | geen deelname | 15e 200m vrije slag 11e 100m vlinderslag 16e 200m vlinderslag                                         |
| 2005 |                                           | 15e 200m vlinderslag                                           | | | 9e 200m vrije slag 24e 100m vlinderslag 13e 200m vlinderslag                                          |
| 2006 |                                           |                                                                | 20e 400m vrije slag · 9e 200m vlinderslag · 4x100m vrije slag · Granlund zwom enkel de series · 6e 4x200m vrije slag · Granlund zwom enkel de series | 15e 200m vlinderslag 6e 4x200m vrije slag                                                                              | 16e 200m vrije slag 13e 100m vlinderslag 15e 200m vlinderslag                                         |
| 2007 |                                           | 32e 100m vlinderslag 28e 200m vlinderslag 7e 4x200m vrije slag | | | 11e 200m vrije slag                                                                                   |
| 2008 | 14e 200m vlinderslag 8e 4x200m vrije slag |                                                                | 11e 100m vlinderslag 6e 200m vlinderslag 4e 4x100m vrije slag                                                                                        | 20e 200m vrije slag 17e 100m vlinderslag 5e 200m vlinderslag 5e 4x200m vrije slag                                      | 4e 200m vrije slag · 12e 100m vlinderslag · 200m vlinderslag · 4x50m vrije slag                       |
| 2009 |                                           | 22e 200m vlinderslag 13e 4x200m vrije slag                     | | | 21e 100m vlinderslag · 200m vlinderslag                                                               |
| 2010 |                                           |                                                                | 20e 200m vrije slag · 200m vlinderslag · 5e 4x100m vrije slag · 5e 4x200m vrije slag · 5e 4x100m wisselslag                                          | 21e 100m vlinderslag · 21e 200m vlinderslag · 4x100m vrije slag · Granlund zwom enkel de series · 6e 4x200m vrije slag | geen deelname                                                                                         |
| 2011 |                                           | 10e 4x100m vrije slag                                          | | | 18e 200m vrije slag 12e 100m vlinderslag 10e 200m vlinderslag 5e 4x50m vrije slag 6e 4x50m wisselslag |

## Persoonlijke records
Bijgewerkt tot en met 8 april 2011

### Kortebaan
| Afstand          | Tijd    | Datum            | Plaats    |
| ---------------- | ------- | ---------------- | --------- |
| 100m vrije slag  | 53,51   | 3 december 2010  | Stockholm |
| 200m vrije slag  | 1.54,45 | 15 november 2008 | Berlijn   |
| 100m vlinderslag | 57,12   | 28 november 2008 | Stockholm |
| 200m vlinderslag | 2.03,82 | 10 december 2009 | Istanboel |

### Langebaan
| Afstand          | Tijd    | Datum            | Plaats              |
| ---------------- | ------- | ---------------- | ------------------- |
| 100m vrije slag  | 55,99   | 8 april 2011     | Eindhoven           |
| 200m vrije slag  | 2.00,62 | 15 juni 2008     | Canet-en-Roussillon |
| 100m vlinderslag | 59,46   | 4 juli 2009      | Linköping           |
| 200m vlinderslag | 2.08,97 | 12 augustus 2008 | Peking              |